# Universitat de Sussex
La Universitat de Sussex és una universitat pública d'investigació situada a Falmer, East Sussex, Anglaterra, que es troba principalment dins dels límits de la ciutat de Brighton and Hove, però que s'endinsa en el districte de Lewes, a la seva franja oriental. El seu gran campus està envoltat pel parc nacional de South Downs i es troba a un 5,5 quilòmetrs del centre de Brighton. La Universitat va rebre la seva Royal Charter l'agost de 1961, la primera de la generació de la plate glass university i va ser membre fundadora de la Coalició d'Universitats de Recerca Intensiva, 1994 Group.
Més d’un terç dels seus estudiants estan matriculats en programes de postgrau i aproximadament un terç del personal és de fora del Regne Unit. Sussex té una comunitat diversa de prop de 20.000 estudiants, dels quals aproximadament un de cada tres és estranger i més de 1.000 acadèmics, que representen més de 140 nacionalitats diferents. Els ingressos anuals de la institució pel 2019-20 van ser de 319,6 milions de lliures, amb una despesa de 282 milions lliures esterlines.
Sussex compta amb cinc guanyadors del premi Nobel, 15 membres de la Royal Society, 10 membres de l'Acadèmia Britànica, 24 membres de l'Acadèmia de Ciències Socials i un guanyador del premi Crafoord entre els seus professors. El 2011, molts dels seus professors també havien rebut el Premi Royal Society of Literature, l'Orde de l'Imperi Britànic i el Premi Bancroft. Entre els antics alumnes hi ha caps d’estat, diplomàtics, polítics, científics eminents i activistes.